# Смолявиця
Смолявиця — річка в Україні, у Шосткинському й Новгород-Сіверському районах Сумської й Чернігівської областіей. Права притока Торкни (басейн Дніпра).

## Опис
Довжина річки приблизно 2,5 км.

## Розташування
Бере початок на південному заході від Дібрівки. Тече переважно на південний захід через гідрологічний заказник «Болото Смелявницьке» і біля Бирина впадає у річку Торкну, ліву притоку Десни.